# Dan-Laurențiu Tocuț
Dan-Laurențiu Tocuț (n. 1 octombrie 1959

) este un deputat român, ales în 2012 din partea Partidului Național Liberal.
În timpului mandatului a trecut la grupul parlamentar Liberal Conservator (PC-PLR).